# Lepturalia nigripes
Lepturalia nigripes là một loài bọ cánh cứng trong họ Cerambycidae.